# Празький студент (фільм, 1935)
«Празький студент» (нім. Der Student von Prag) — німецький фентезійний фільм 1935 року, поставлений режисером Артуром Робісоном; ремейк однойменного фільму Стеллана Рійє і Пауля Вегенера.

## Сюжет
Прага, 1880-і роки. Балдуїн (Антон Волбрук) — популярний, красивий студент, найкращий фехтувальник у місті, перебуває в постійному суперництві зі своїм другом Далем (Фріц Геншов) за кохання Лідії (Една Грейфф), племінниці власника готелю. У той час, коли студенти, святкували день народження Лідії, оперна співачка Юлія Стелла (Доротея Вік) прибула в готель, і життя Балдуїна починає давати збій. Він одразу ж закохується у гламурну співачку — але в неї вже є прихильник, багатий чепурун барон Валдіс (Еріх Фідлер). Таємничий доктор Капріс (Теодор Лоос), який також має зв'язки з Юлією та ревнує до барона, пропонує Балдуїну свою допомогу. Але ціна буде вища, ніж Балдуїн може собі уявити. Він ризикує своїм розсудком і життям, можливо і своєю душею, захопленою його власним відображенням у дзеркалі.

## У ролях
| • Антон Волбрук        | … | Балдуїн       |
| • Теодор Лоос          | … | доктор Капріс |
| • Доротея Вік          | … | Юлія          |
| • Еріх Фідлер          | … | барон Валдіс  |
| • Една Грейфф          | … | Лідія         |
| • Карл Геллмер         | … | Кробс         |
| • Фолькер фон Колланде | … | Заврель       |
| • Фріц Геншов          | … | Даль          |
| • Ельза Вагнер         | … | Ярміла        |

## Знімальна група
- Автори сценарію — Ганнс Гайнц Еверс, Ганс Кізер, Артур Робісон
- Режисер-постановник — Артур Робісон
- Оператор — Бруно Монді
- Композитор — Тео Макебен
- Монтаж — Рогер фон Норман
- Художник-постановник — Карл Гаакер
- Художник по костюмах — Едвард Зур
- Звук — Фріц Зігер